# Pro Evolution Soccer 2008
| Агрегатор    | Оцінка  | Оцінка  | Оцінка  | Оцінка  | Оцінка  | Оцінка  | Оцінка  |
| Агрегатор    | DS      | PC      | PS2     | PS3     | PSP     | Wii     | X360    |
| ------------ | ------- | ------- | ------- | ------- | ------- | ------- | ------- |
| GameRankings | 58.57 % | 78.50 % | 82.58 % | 73.46 % | 79.74 % | 83.60 % | 75.53 % |
| Metacritic   | 58/100  | Н/Д     | 82/100  | 74/100  | 80/100  | 83/100  | 76/100  |

| Видання                            | Оцінка                  | Оцінка | Оцінка | Оцінка                  | Оцінка                  | Оцінка                  | Оцінка             |
| Видання                            | DS                      | PC     | PS2    | PS3                     | PSP                     | Wii                     | X360               |
| ---------------------------------- | ----------------------- | ------ | ------ | ----------------------- | ----------------------- | ----------------------- | ------------------ |
| 1Up.com                            | Н/Д                     | Н/Д    | Н/Д    | C+                      | Н/Д                     | B                       | Н/Д                |
| Eurogamer                          | 6/10                    | Н/Д    | Н/Д    | 8/10                    | 7/10                    | 8/10                    | Н/Д                |
| Game Informer                      | Н/Д                     | Н/Д    | Н/Д    | 7.75/10                 | Н/Д                     | 8/10                    | 7.75/10            |
| GameSpot                           | 6/10                    | 7/10   | 7.5/10 | 6/10                    | 7/10                    | 8/10                    | 7/10               |
| GameSpy                            | Н/Д                     | Н/Д    | [ 29 ] | [ 30 ]                  | [ 31 ]                  | Н/Д                     | [ 32 ]             |
| IGN                                | (US) 5.5/10 (UK) 4.7/10 | Н/Д    | 8.4/10 | (UK) 9.2/10 (US) 8.6/10 | (UK) 8.9/10 (US) 8.3/10 | (UK) 8.9/10 (US) 8.6/10 | (UK) 9.2/10 8.6/10 |
| Official Nintendo Magazine         | Н/Д                     | Н/Д    | Н/Д    | Н/Д                     | Н/Д                     | 90 %                    | Н/Д                |
| Official Xbox Magazine (США)       | Н/Д                     | Н/Д    | Н/Д    | Н/Д                     | Н/Д                     | Н/Д                     | 4.5/10             |
| PC Gamer (Велика Британія)         | Н/Д                     | 86 %   | Н/Д    | Н/Д                     | Н/Д                     | Н/Д                     | Н/Д                |
| PlayStation: The Official Magazine | Н/Д                     | Н/Д    | Н/Д    | [ 47 ]                  | Н/Д                     | Н/Д                     | Н/Д                |

Pro Evolution Soccer 2008 (скорочено PES 2008) — відеогра-футбол з серії Pro Evolution Soccer від Konami. Гра була офіційно анонсована 18 червня 2007 року.
Гра була випущена для таких платформ як Windows, Wii, Nintendo DS, PlayStation 3, PlayStation 2, PlayStation Portable, Xbox 360 і стільникових телефонів.
Демо для PlayStation 3 можна було завантажити через PlayStation Store, для Xbox 360 через Xbox Live Marketplace, а також демо вийшло і для ПК.

## Особливість
- Головна особливість гри — нова система AI, названа Teamvision. Teamvision — це складний AI, здатний пристосовуватися до індивідуального стилю гри людини. Штучний інтелект здатний вчити нові способи атаки, він буде здатен запобігати в майбутньому ті помилки, які допускав по ходу матчу.
- Гра використовує систему Next gen. Покращена графіка, нові анімації гравців, реалістичний газон.
- Правдоподібна фізика польоту м'яча; обійти захисників допоможуть нові рухи і можливість просто їх «перекинути», прокинувши м'яч собі на хід.
- Гнучка система налаштувань в меню.

## Команди

### Неповна Ліцензія
Ліцензовані кілька команд:
- Premier League

### Повна Ліцензія
Повністю ліцензовані Ліги:
- Liga BBVA
- Ligue 1
- Serie A
- Eredivisie

## Коментатори
- Велика Британія — Джон Чемпіон та Марк Лоренсон
- Іспанія — Хуліо Мальдонадо «Мальдіні» та Хуан Карлос Ріверо
- Франція — Крістіан Жанп'єр і Лоран Паганеллі
- Італія — Мауро Сандреані та Марко Меччія
- Німеччина — Гансі Куппер & Вольфф Фусс

## Wii версія
Версія Nintendo Wii в PES 2008 («Winning Eleven Play Maker 2008» в Японії) в корені відрізняється від інших версій. Основний геймплей зосереджений навколо Wii Remote. Гравець управляє футболістами, перетягуючи їх курсором на екрані. Гра робить ухил на тактику, оскільки є практично повна свобода в переміщенні будь-якого гравця на екрані в будь-якому місці. Також багато іншого в тактиці і маневрах можуть бути використані в атакуючій грі.
Ця версія не включає режим Master League.
Версія Wii в «PES 2008» отримала більше позитивних відгуків, ніж інші версії.

## Обкладинка
На всіх обкладинках гри для різних регіонів присутній Кріштіану Роналду. Крім нього, на різних обкладинках присутній ще один футболіст, відповідно до регіону. Наприклад, на обкладинці для випуску гри в Англії це Майкл Оуен, у Франції — Дідьє Дрогба, в Німеччині — Ян Шлаудрафф, в Італії — Джанлуїджі Буффон, в Австралії — Лукас Ніл.